# Баженова Галина Миколаївна
Баже́нова Гали́на Микола́ївна (*7 вересня 1935, село Старі Каксі, Можгинський район) — удмуртський радіожурналіст, член спілки журналістів Росії (1974), заслужений працівник культури Удмуртії (1997).

## Життєпис
Галина Миколаївна закінчила Удмуртський державний педагогічний інститут в 1960 році. Працювала інструктором Можгинського РК ВЛКСМ в 1954—1956 роках, співробітником КДБ Удмуртської АРСР в 1956-1965 роках. В 1965—1974 роках була редактором Іжевської студії телебачення. Перший редактор передачі «Іжевськ вечірній». В 1974—1990 роках — головний редактор Удмуртського радіо. Організатор музейної експозиції до 60-річчя Удмуртського радіо в 1992 році. Одна із укладників книги «Радіомовлення Удмуртії: Сторінки історії та сучасність» (1997). В 1998 році брала участь у підготовці щоденної дитячої передачі «Чагыр, чагыр дыдыке» («Сизий, сизий голуб»), яка отримала державну премію Удмуртії в 1997 році.